# Municipio Mario Briceño Iragorry
El Municipio Mario Briceño Iragorry es uno de los 18 municipios que conforman el estado Aragua. Está ubicado al norte del estado y tiene un área de 54 km². Su capital es la ciudad El Limón y para el año 2011 tenía una población de 171.574 habitantes.

## Historia
El Municipio Mario Briceño Iragorry tuvo su origen sobre terrenos pertenecientes a Juan Vicente Gómez, dichos terrenos fueron confiscados y pasaron a manos del Ministerio de Agricultura y Cría. Esto sucedió el 11 de enero de 1960, por decisión del procurador general de la República, Pablo Ruggieri Parra y Ángel Márquez en representación del Concejo de Girardot. En el documento de confiscación se específica que el área de El Limón poseía 640 hectáreas, que en la actualidad incluye lo que hoy se conoce como el Barrio La Coromoto, El Milagro y El Limón. El 23 de enero de 1962 es decretado municipio foráneo del Distrito Girardot y más tarde el 23 de octubre de 1986 también acoge el sencillo epónimo de Municipio Mario Briceño Iragorry.
En el año 1999 el municipio Ocumare de la Costa de Oro se deslinda de este municipio adquiriendo autonomía propia.

## Geografía

### Límites
- Al norte: limita con el municipio autónomo Ocumare de la Costa de Oro, pasando por Rancho Grande del Pico Periquito en el sentido noroeste por la misma fila, comienza en un punto de coordenadas N.- 1.143.950 E. 643.360: en sentido Noroeste pasando por Rancho Grande y el pico Guacamaya hasta llegar a la Intersección de la fila El Tigre, cerro Chimborazo y Cerro Piedra de Turca en un punto de coordenadas N.- 1.146.000 – E 651.000 final del lindero Norte.

- Al este: limita con el municipio Girardot  con coordenadas N.- 1.146.000, E 651.000, siguiendo en este sentido suroeste por la fila El Tigre, bajando por el Cerro Peñón Blanco, pasa por el Pico La Mesa, de allí al Cerro Chimborazo y prosigue hasta el Cerro Piedra de Turca (coordenadas N:1.146.600- E:651…000),[4] con continuidad de la fila La Trinidad en sentido sureste hasta el colegio La Trinidad bordea dicho hasta llegar a las coordenadas N.- 1.136.570, E. 657.800, final de este lindero.

- Al sur: limita por el municipio Girardot desde el Colegio La Trinidad de allí sigue por la Avenida Universidad hasta llegar a la intersección con la avenida El Limón de allí bordea los edificios del sector 10 y  UD- 17 de la Urb. Caña de Azúcar, de allí se conecta con la avenida del sector 5 de la urbanización José Felix Ribas y desde este punto en línea recta en sentido Suroeste, atraviesa el río Tapatapa hasta llegar a las estribaciones de los cerros que bordea el valle de El Rincón (coordenadas N.-1.134.800, E 649.500).[4] Desde allí continúa por la fila La Cabrera hasta un punto de coordenadas (coordenadas N.- 1.137.000 E 647.800). Prosigue por dicha fila siguiendo en sentido Oeste, pasa por la fila El Aguacate, coordenadas N.- 1.047.260, E 622.700 final del lindero sur.

- Al oeste: limita con el estado Carabobo desde el punto antes mencionado hacia el norte, tomando la fila Reinoso, pasando por el Cerro Bujurugo. Llegando a Punta Cambiadores, coordenadas n.- 1.158.900 E. 625.300 punto de partida.[5]

### Organización parroquial
El municipio está dividido en 2 parroquias:
| Parroquia          | Población (2011) |
| ------------------ | ---------------- |
| Caña de Azúcar     | 63.979 hab.      |
| El Limón           | 35.873 hab.      |
| Municipio Iragorry | 99.852 hab.      |

## Etnografía
Son de mayoría blancos caucásicos, descendientes de criollos aragüeños e inmigrantes europeos, árabes, latinoamericanos blancos y los andinos con más del 55%. También hay una importante comunidad negra provenientes desde la costa, superior al 5% además de una importante comunidad de inmigrantes y descendientes europeos y conosureños. (Argentina,Chile)

## Clima
Numerosos factores naturales influyen notablemente en la formación de distintos climas. En el Municipio, la temperatura media es de 24,5 °C.
Su clima es tropical y desde septiembre hasta noviembre de 2014 hubo lluvias devastadoras.

## Símbolos

### Himno
Himno del Municipio "Mario Briceño Iragorry"
Letra: María Urbina y Ricardo Dorta. Música: Efraín Silva.
Fue modificado el Himno al nombrar Ocumare de la Costa, municipio foráneo, actual Costa de Oro.

#### Coro
Con orgullo con fe y esperanza
Eres Mario Briceño inmortal
Como fuente de luz y enseñanza
Es tu prosa un Himno Triunfal
Con orgullo con fe y esperanza
Eres Mario Briceño inmortal

#### I
Un legado de emotiva historia
Es la Hacienda de la Trinidad
Con sus pasos cubrieron de gloria
Nuestros héroes de la libertad

#### II
La montaña que se alza imponente
Con Pittier tributaria y guardián
A sus hijos cobija perenne
Con su flora fecunda y vital

#### III
Desde el Pórtico Universitario
Ala bronda de tu Cumbre Azul
Ya leyenda se escuchan Pastores
Adorando al Niño Jesús

### Escudo
Aprobado por el Alcalde Prof. Gerardo Yépez Tamayo (1992)
Decreto Nº 04-92
Descripción
El escudo municipal tiene tres cuarteles.
El cuartel superior izquierdo representa el antiguo municipio foráneo Ocumare de la Costa, hoy municipio Costa de Oro, el cual perteneció a Mario Briceño Iragorry. Allí se observa la imagen de un laborioso pescador en el momento de sacar del mar un pez de la especie denominada en Venezuela "jurel".
El cuartel superior derecho, contiene tres franjas de un mismo tamaño, donde de arriba hacia abajo se observan tres colores, azul celeste representado su límpido cielo, amarillo de sus hermosas puestas de sol y por último el verde de su infinita vegetación. También superpuesto se encuentra “La Chimenea" del antiguo trapiche del Ingenio Azucarero existente perteneciente a la antigua hacienda El Limón.
El último cuartel, ubicado en la parte inferior, muestra un frondoso Samán, árbol emblemático del Estado Aragua, presentando al fondo las elevaciones montañosas que representan al Parque nacional Henri Pittier y la importancia de la naturaleza en la calidad de vida; así como la vocación ecologista del municipio MBI.
A los lados el escudo está enmarcado a la izquierda con una rama de Laurel, símbolo de la Paz; y del lado derecho una rama de Caña de Azúcar que nos recuerda el potencial agrícola de estas tierras. Estas ramas aparecen enlazadas por una cinta azul celeste con la inscripción: 1962 – 1990 DIOS, NATURALEZA Y COMUNIDAD. La primera fecha corresponde a la fundación del municipio foráneo (23 de enero de 1962) y la segunda fecha cuando se instala el primer Concejo Municipal de la jurisdicción(5 de enero de 1990).
Y las inscripciones: DIOS como símbolo de la Fe y espiritualidad del municipio; NATURALEZA por la exuberancia del sector y el amor que tenemos hacia la flora y fauna del entorno que enmarca el municipio; y COMUNIDAD por el principio de unión de los vecinos que la integran en la búsqueda de soluciones en conjunto con el Gobierno Municipal. También está coronado por una cinta donde se inscribe el nombre del epónimo del MUNICIPIO MARIO BRICEÑO IRAGORRY.

### Bandera
Seleccionada por el Concejo Municipal en el año 2000
Aprobada por el Alcalde Dr. Mario José Castro
Decreto 0006-2000.
La Bandera tiene 3 franjas; 1 vertical y dos horizontales.
Sobre la franja vertical de color azul cielo, se alza la chimenea antigua de la hacienda El Limón, capital del Municipio.
En la franja horizontal superior, de color verde selva, simboliza al Parque Henri Pittier y su reconocida biodiversidad, sobre todo de avifauna, pues este es también paso obligado de aves migratorias simbolizado con la silueta de dos aves.
Y la franja horizontal inferior de color amarillo ocre, en representación de la tierra fértil de este valle.
Su dimensión es de 1 m 50 de largo x 1 m de ancho

## Política y gobierno

### Alcaldes
| Período     | Alcalde               | Partido político / Alianza | % de votos | Notas |
| ----------- | --------------------- | -------------------------- | ---------- | --- |
| 1989 - 1992 | Gerardo Yépez Tamayo  | MAS                        | 63,64      | Primer alcalde bajo elecciones directas |
| 1992 - 1995 | Evelio Armas          | MAS                        | 35,84      | Segundo alcalde bajo elecciones directas |
| 1995 - 2000 | Mario Castro          | AD                         | -          | Tercer alcalde bajo elecciones directas (se realizaron elecciones generales adelantadas en el 2000 debido a la aprobación de la Constitución de 1999) |
| 2000 - 2004 | Pedro Maurera         | MAS                        | 52,95      | Cuarto alcalde bajo elecciones directas |
| 2004 - 2008 | Carlos Javier Velarde | PODEMOS                    | 52,30      | Quinto alcalde bajo elecciones directas |
| 2008 - 2013 | Belquis Portes        | PSUV                       | 50,60      | Sexta alcaldesa bajo elecciones directas (se postergan 1 año las elecciones municipales pautadas para finales del 2012)                               |
| 2013 - 2016 | Delson Guarate        | VP / MUD                   | 49,94      | Séptimo alcalde bajo elecciones directas ( destituido)                                                                                                |
| 2016 - 2017 | Brullerby Suárez      | PSUV                       | -          | Alcalde encargado |
| 2017 - 2021 | Brullerby Suárez      | PSUV                       | 70,44      | Octavo alcalde bajo elecciones directas |
| 2021 - 2025 | Brullerby Suárez      | PSUV                       | 48,01      | Reelecto |

### Concejo municipal
Período 1989 - 1992
| Concejales                | Partido político / Alianza |
| ------------------------- | -------------------------- |
| Ali Tovar                 | AD                         |
| Hernando Darwin Español   | AD                         |
| Saulo Pérez               | AD                         |
| Luciano Ortega            | AD                         |
| Evelio Armas              | MAS                        |
| Ivor Sosa                 | MAS                        |
| Argimiro Perez            | MAS                        |
| Ana Rosa Azuaje de Pineda | COPEI                      |
| Isandra Garcia            | COPEI                      |

Período 1992 - 1995
| Concejales        | Partido político / Alianza |
| ----------------- | -------------------------- |
| Luis A. Maldonado | MAS                        |
| Jesus Cabrera     | MAS                        |
| Jesus Redriguez   | MAS                        |
| Ivan Bolivar      | MAS                        |
| Roberto Madero    | COPEI                      |
| Freddy Reyes      | COPEI                      |
| Freddy Montero    | COPEI                      |
| Erasmo Aranaga    | AD                         |
| Ernesto Salgado   | AD                         |

Período 1995 - 2000
| Concejales:          | Partido político / Alianza |
| -------------------- | -------------------------- |
| Gustavo Cuba         | AD                         |
| Hilaria Lara         | AD                         |
| Erasmo Aragana       | AD                         |
| Jesus Cabrera        | MAS                        |
| Cesar Rodríguez      | MAS                        |
| Ruben Canelón        | MAS                        |
| Roberto Madero       | COPEI                      |
| Delson Guarate       | LCR                        |
| José Gregorio Arjona | AP                         |

Período 2000 - 2005
| Concejales:       | Partido político / Alianza |
| ----------------- | -------------------------- |
| Gonzalo López     | MVR                        |
| Ignacio Ramirez   | MVR                        |
| Orlando Ochoa     | MVR                        |
| Ramon Mujica      | MVR                        |
| Jose Luis Pineda  | MAS                        |
| Luis A. Maldonado | MAS                        |
| Cesar Rodríguez   | MAS                        |
| Alberto Seijas    | PRVZL                      |
| Mercedes Corona   | AD                         |

Período 2005 - 2013
| Concejales:         | Partido político / Alianza |
| ------------------- | -------------------------- |
| José Santos Delgado | MVR                        |
| José Lira           | MVR                        |
| Luis Alfredo Peña   | MVR                        |
| Lorenzo Repillosa   | MVR                        |
| Juan Borrego        | MVR                        |
| José Castillo       | MVR                        |
| Daniel Ventura      | PODEMOS                    |
| Marcos Hernández    | PODEMOS                    |
| Luis A. Maldonado   | PODEMOS                    |

Período 2013 - 2018
| Concejales         | Partido político / Alianza |
| ------------------ | -------------------------- |
| Nelzon Pereira     | PSUV                       |
| Maylin Contreras   | PSUV                       |
| María González     | PSUV                       |
| Raúl Hernández     | PSUV                       |
| Javier Colina      | PSUV                       |
| Brullerby Suárez   | PSUV                       |
| Alejandro González | MUD                        |
| Antonio Hernández  | MUD                        |
| Hernán González    | MUD                        |

Período 2018 - 2021
| Concejales          | Partido político / Alianza |
| ------------------- | -------------------------- |
| Eda rivas           | PSUV                       |
| Rafael Heras        | PSUV                       |
| Nelson Pereira      | PSUV                       |
| Ronald Hurtado      | PSUV                       |
| Maria González      | PSUV                       |
| Stephania Fernández | PSUV                       |
| Yosvan Frantzis     | PSUV                       |
| Mailyn Contreras    | PSUV                       |
| Jesus Cardenas      | PSUV                       |

Periodo 2021 - 2025
| Concejales:       | Partido político / Alianza |
| ----------------- | -------------------------- |
| Annie Rendon      | PSUV                       |
| Yosvan Frantzis   | PSUV                       |
| Ronal Hurtado     | PSUV                       |
| Kharin Mendoza    | PSUV                       |
| Arcadia Sangronis | PSUV                       |
| Alfer Krisko      | PSUV                       |
| Amarilis Soto     | PSUV                       |
| Harving Pérez     | MUD                        |
| Danny Martínez    | AD                         |